# Joaquim Buïgas i Garriga
Joaquim Buïgas i Garriga (Barcelona, 12 de juliol de 1886 - 2 de gener de 1963), també conegut com a Joaquín Buigas i Garriga, va ser un editor i autor de còmic, guionista, entre d'altres, de la sèrie més popular de la revista TBO, La família Ulises.

## Família
Joaquín Buigas procedia d'un llinatge familiar molt unit a la història cultural de la seva ciutat natal. El seu avi matern, Miquel Garriga i Roca, va ser l'arquitecte del Gran Teatre del Liceu; el seu pare, Gaietà Buïgas i Monravà, l'autor del Monument a Cristòfor Colom; el seu germanastre, Carles Buigas, va dissenyar les fonts lluminoses de Montjuïc i era cunyat de la pintora i dibuixant Josefina Tanganelli, que estava casada amb un altre germà seu.

## Biografia
El 1917, de tornada a Barcelona després d'un llarg període per Llatinoamèrica, va adquirir la capçalera TBO,
de Arturo Suárez i Roca (que també imprimia les revistes sicalíptiques Eva i El Caloyo, juntament amb el seu soci Joaquim Arqués) per 3.000 pessetes. A partir del número 10, a l'any 1917, Joaquim Buïgas ja es va fer càrrec i va esdevenir propietari i editor d'aquesta revista, portant-ne els comandaments fins a la seva mort el 1963. Va ser l'esperit de la revista i el que va marcar el tarannà de la marca TBO durant més de quaranta anys.
El 1920 va llençar una altra iniciativa, la revista BB, dedicada exclusivament a les dones.
El 1928 va fundar Ediciones TBO i el 1936 es va associar amb els directors d'Editorial Bauzà, Estivill i Viña, per formar l'empresa Ediciones TBO, S.L. Des de 1941 després de l'associació amb Emilia Estivill Monlleó (vídua de Bartolomé Bauzá) es va seguir editant en coalició amb editorial Bauzá.
El 1944, després de veure possibilitats en una historieta il·lustrada per Benejam, La família Ulisses, protagonitzada per una família nombrosa, va decidir escriure més guions amb aquests personatges. Amb Benejam també va crear Eustaquio Morcillón y Babalí.
Buïgas es va revelar com un gran guionista i es diu que va fer els guions de pràcticament totes les historietes que sortien a la revista, tot i que mai en va firmar cap. Ell és, per exemple, el que va idear la sèrie Los grandes inventos del TBO, entre moltes d'altres. A la revista ell ho feia tot amb una meticulositat increïble, i tan aviat contractava nous dibuixants com retocava la disposició de les vinyetes i les mides exactes de cadascuna. Buïgas va escriure sempre els guions en català, fins i tot durant els temps de la dictadura franquista, i va ser el seu soci Viña qui les va traduir al castellà durant molts anys. De jove havia residit a l'Argentina i havia retornat a Barcelona el mateix any 1917. Durant la seva vida va col·laborar a La Il·lustració Catalana i havia publicat diversos llibres. L'any de la seva mort va publicar una mena de memòries que portaven el títol de Quasi tota la veritat i altres narracions.
Es pot dir que Joaquim Buïgas va treballar fins a l'últim moment de la seva vida i que l'èxit continuat de TBO durant tants anys es deu, en bona part, a la seva feina constant.

## Llibres
Va publicar els següents llibres:
- Contes endimoniats (1911)
- Contes y narracions : primera serie (1912)
- De tots colors (1918)
- Cops de ploma (1918?)
- Proses selvàtiques (1919)
- Passant l'estona (?)
- D'América (?)
- El Colom de Noé (?), publicat també en castellà com El Colon de Noé (1921)
- La Font de Penya Falconera (1926)
- Un Grapat d'històries (?)
- El Huerto familiar : la pequeña horticultura en ayuda de la economía doméstica ... (1943?)
- Cómo se plantan y cuidan los árboles frutales (1947)[8]
- De la Rambla a l'Argentina : tretze contes (1959)
- Quasi tota la veritat i altres narracions (1963)